# Блер Тауншип (округ Блер, Пенсільванія)
Блер Тауншип (англ. Blair Township) — селище (англ. township) в США, в окрузі Блер штату Пенсільванія. Населення — 4783 особи (2020).

## Демографія
Згідно з переписом 2010 року, у селищі мешкали 4494 особи в 1809 домогосподарствах у складі 1276 родин. Було 1895 помешкань
Расовий склад населення:
| - 97,3 % — білих - 1,2 % — азіатів - 0,4 % — чорних або афроамериканців - 0,1 % — корінних американців |

До двох чи більше рас належало 0,7 %. Частка іспаномовних становила 1,0 % від усіх жителів.
За віковим діапазоном населення розподілялося таким чином: 22,8 % — особи молодші 18 років, 59,7 % — особи у віці 18—64 років, 17,5 % — особи у віці 65 років та старші. Медіана віку мешканця становила 43,4 року. На 100 осіб жіночої статі у селищі припадало 96,1 чоловіків;  на 100 жінок у віці від 18 років та старших — 93,0 чоловіків також старших 18 років.
Середній дохід на одне домашнє господарство  становив 68 564 долари США (медіана — 45 701), а середній дохід на одну сім'ю — 85 990 доларів (медіана — 58 005). Медіана доходів становила 51 200 доларів для чоловіків та 36 492 долари для жінок. За межею бідності перебувало 11,3 % осіб, у тому числі 17,9 % дітей у віці до 18 років та 4,5 % осіб у віці 65 років та старших.
Цивільне працевлаштоване населення становило 2144 особи. Основні галузі зайнятості: освіта, охорона здоров'я та соціальна допомога — 24,6 %, роздрібна торгівля — 18,1 %, виробництво — 11,1 %, мистецтво, розваги та відпочинок — 8,0 %.